# Политика Грчке
Грчка је парламентарна представничка демократска република, где је председник Грчке шеф државе, а премијер Грчке шеф владе у оквиру вишепартијског система. Законодавну власт имају и влада и грчки парламент. Између обнове демократије 1974. и кризе грчког државног дуга, партијским системом су доминирале либерално-конзервативна Нова демократија и социјалдемократски ПАСОК. Од 2012. године, демократска социјалистичка партија Сириза која се бори против штедње заузела је место ПАСОК-а као највећа левичарска партија, својом првом изборном победом у јануару 2015.
Судска власт је независна од извршне и законодавне власти.
Устав Грчке, који описује Грчку као „председничку парламентарну републику“, укључује опсежне конкретне гаранције грађанских слобода и даје овлашћења шефа државе председнику којег бира парламент. Грчка структура власти је слична оној у многим другим западним демократијама и описана је као компромис између француског и немачког модела. Премијер и кабинет играју централну улогу у политичком процесу, док председник поред церемонијалних дужности обавља и неке извршне и законодавне функције. Гласање у Грчкој је званично обавезно, али се ово правило не примењује.

## Извршна власт
Кабинет Грчке, који је главни орган владе, укључује шефове свих извршних министарстава, које именује председник на препоруку премијера.

### Председник
Председника Републике бира Скупштина на пет година (избори су последњи пут одржани 22. јануара 2020. године), а највише на два мандата. Када председнички мандат истекне, парламент гласа за избор новог председника. У прва два гласања неопходна је 2⁄3 већина (200 гласова). За треће и последње гласање потребна је већина од 3⁄5 (180 гласова).
Ако треће гласање буде неуспешно, парламент се распушта и одлазећи председник расписује изборе у наредних 30 дана. У новом сазиву Скупштине одмах се понављају избори за председника са 3⁄5 већине потребне за почетно гласање, апсолутном већином за друго (151 глас) и простом већином за треће и последње. Систем је тако дизајниран да промовише консензус председничких кандидата међу главним политичким партијама.
Председник има овлашћење да објављује рат, даје помиловање (опрост) и закључује споразуме о миру, савезу и учешћу у међународним организацијама; на захтев владе потребна је проста парламентарна већина да потврди такве радње, споразуме или споразуме. У изузетним случајевима потребна је апсолутна или тропетинска већина (нпр. за улазак у ЕУ потребна је 3⁄5 већина).
Председник такође може вршити одређена ванредна овлашћења, која мора да потпише одговарајући министар из кабинета. Председник не може распустити парламент, разрешити владу, суспендовати одређене чланове устава, издати проглас или прогласити опсадно стање без супотписа премијера или одговарајућег министра у кабинету. Да би расписали референдум, морају добити одобрење парламента. Они могу именовати министре након што их препоручи премијер. Иако није званичан, председник Грчке је обично из главне опозиционе странке како би се власт и опозиција договорили и не били домаћини избора. Понекад се бирају изван политичких редова. Тренутно је председница Грчке Катерина Сакеларопулу, осма и прва жена председница Грчке од обнове демократије 1974. године.

### Премијер
Премијера бира Скупштина и обично је лидер странке која контролише апсолутну већину посланика. Према Уставу, премијер чува јединство владе и руководи њеним активностима. Иако званично имају други највиши ранг као шеф грчке владе, а не републике, они су најмоћнија личност грчког политичког система и препоручују министре председнику за именовање или разрешење. Иако званично само шеф владе, а не државе, они обављају професионалне послове, а председник је само врховна извршна власт.

### Одржавање подршке парламента
Грчка парламентарна политика зависи од принципа „δεδηλωμενη“, „декларираног поверења“ парламента премијеру и његовој/њеној администрацији. То значи да је председник Републике дужан да за премијера именује особу коју ће одобрити већина посланика (тј. 151 глас). Са садашњим изборним системом, за премијера се именује лидер странке која на парламентарним изборима добија већи број гласова.
Администрација може у сваком тренутку тражити „гласање о поверењу“. Насупрот томе, један број посланика може тражити да се „изгласа укор“. И једно и друго су ретке појаве са обично предвидљивим исходом јер се гласање ван партијске линије дешава веома ретко.

## Законодавна власт
Грчка бира законодавну власт општим правом гласа свих грађана старијих од 17 година (промењено 2018). Грчки парламент (Βουλη των Ελληνων) има 300 чланова, који се бирају на четворогодишњи мандат по систему појачане пропорционалне заступљености у 48 изборних јединица са више мандата, 8 једночланих изборних јединица и на једној националној листи. 288 од 300 мандата одређују се гласањем у изборним јединицама, а бирачи могу изабрати кандидата или кандидате по свом избору означавањем њиховог имена на страначком гласачком листићу. Преосталих 12 места попуњавају се са општинских страначких листа по принципу одозго надоле и на основу пропорције укупног броја гласова које је свака странка добила.
Грчка користи сложен изборни систем ојачане пропорционалне заступљености који обесхрабрује отцепљене странке и омогућава парламентарну већину чак и ако водећа странка не добије већину гласова. Према садашњем изборном закону, свака појединачна странка мора да добије најмање 3% гласова широм земље да би изабрала чланове парламента (такозвани „праг од 3%“). Највећа странка добија бонус од 50 места (од 300 места) наводно да би обезбедила да избори врате одрживу владајућу већину. У више наврата током година, систем је мењан, а странке често не достижу 151 место које је потребно за већину, па стварају коалицију.
Закон у садашњем облику фаворизује прву прошлу странку да постигне апсолутну већину (151 посланичко место), под условом да добије 41%+ гласова широм земље. Ово се рекламира како би се побољшала стабилност владе. Ови изборни закони се могу мењати простом парламентарном већином, али тако измењен закон неће ступити на снагу два изборна циклуса осим ако га не усвоји 2⁄3 већина у грчком парламенту.

## Судска власт
У Грчкој је судска власт подељена на грађанске и управне судове. Грађански судови суде у грађанским и кривичним предметима, док управни судови суде у управним предметима, односно у споровима између грађана и државе.
Правосудни систем Грчке састоји се од три врховна суда: Касационог суда (Αρειος Παγος), Државног савета (Συμβουλιο της Επικρατειας)  и Рачунске коморе (ΕπικρατειαΣ). Ови високи судови се састоје од професионалних судија, који су завршили Националну школу судија. Начин на који се судије постепено унапређују, док не постану чланови Врховних судова, дефинисан је Уставом и постојећим законима. Председнике и потпредседнике три врховна суда бира Кабинет Грчке међу члановима на функцији сваког од врховних судова.
Касациони суд је врховни грађански и кривични суд, док је Државни савет врховни управни суд. Рачунска комора има искључиву надлежност над одређеним административним областима (на пример, суди у споровима који произилазе из закона који регулишу пензије државних службеника) и њене одлуке су неопозиве. То значи да им Државни савет не суди у другом степену.
Понекад Врховни судови доносе контрадикторне одлуке или различито процењују уставност законске одредбе. Ове спорове решава Врховни специјални суд, чији састав и надлежност су уређени Уставом (члан 100). Као што његово име говори, овај суд није сталан и заседа када настане посебан предмет који припада његовој надлежности. Када заседа Врховни специјални суд, он се састоји од једанаест чланова: председника три Врховна суда, четири члана Касационог суда и четири члана Државног савета.
Када суди о уставности закона или решава спорове између Врховних судова, њен састав чине још два члана: два професора Правних факултета у Грчкој. Врховни специјални суд је једини суд који може прогласити неуставну законску одредбу „немоћном“ (нешто попут „ништавности“), док три Врховна суда могу само прогласити неуставну законску одредбу „неприменљивом“ у том конкретном случају. Врховни специјални суд је такође и Врховни изборни суд, који суди о жалбама против законитости парламентарних избора.

## Административне поделе
Грчка је подељена на 13 административних региона који су даље подељени на 74 регионалне јединице. Сваки од 13 административних региона је на челу са популарно изабраним гувернером  и којим председава народно изабрано регионално веће Симео (СимеоκριουΠοικος). Сваку од 74 регионалне јединице  предводи вицегувернер (Αντιπεριφερειαρχης, Антиперифериа, политичка партија која је преузета од исте политичке партије. Ових 13 региона су углавном политички и географски.[потребно је појашњење] Грчка је дом за девет региона: Тракија, са главним градом Александруполисом, Македонија, са главним градом Солуном; Епир; Централна Грчка; Пелопонез; Јонска острва; Егејска острва; Крит; и Атина.
74 регионалне јединице у Грчкој подељене су на 325 општина (Δημοι) које предводе популарно изабрани градоначелник (Δημαρχος) и општинско веће (Δημоτικο Συμοιο, Дхимоуλιοβουμαρχος). Свака општина је подељена на мале општинске јединице (Δημοτικες Ενοτητες) које заузврат садрже општинске заједнице (релативно урбане заједнице) и локалне заједнице (релативно руралне заједнице). Општинска већа бирају чланове заједнице који ће служити у више локалних већа градских већа који се фокусирају на локалне потребе у општинским заједницама и дају локалне повратне информације општинској власти.
Иако општине и села имају изабране званичнике, они често немају адекватну независну приходну базу и морају да зависе од буџета централне владе за велики део својих финансијских потреба. Сходно томе, они су подложни бројним контролама централне владе. Ово такође доводи до изузетно ниских општинских пореза (обично око 0,2% или мање).
Грчка такође укључује једну аутономну област, монашку заједницу Свете Горе.

## Спољни послови
Као једна од најстаријих евроатлантских држава чланица у региону југоисточне Европе, Грчка има истакнуту геополитичку улогу, због своје политичке и географске близине Европи, Азији, Блиском истоку и Африци. Њени главни савезници су Француска, Уједињено Краљевство, Италија, Бугарска, Сједињене Државе, друге земље НАТО-а и Европска унија.
Грчка такође одржава снажне дипломатске односе са Кипром, Албанијом, Русијом, Србијом, Јерменијом и Израелом, док се истовремено фокусира на даље унапређење добрих односа са Египтом и арапским светом, Кавказом, Индијом и Кином. Као чланица и ЕУ и Уније за Медитеран, Грчка је кључни играч у региону источног Медитерана и подстакла је сарадњу између суседа, као и промовисање енергетског троугла, за извоз гаса у Европу. Грчка такође има највећу привреду на Балкану, где је важан регионални инвеститор.
Важна питања у спољној политици Грчке укључују претензије Турске на Егејско море и источни Медитеран и турску окупацију Кипра.

## Политичка питања

### Образовање
Према грчком уставу, образовање је одговорност државе. Већина Грка похађа јавне основне и средње школе. Постоји неколико приватних школа, које морају испунити стандардни наставни план и програм и које надгледа Министарство просвете. Министарство просвете надгледа и усмерава сваки аспект процеса јавног образовања на свим нивоима, укључујући запошљавање свих наставника и професора и израду свих потребних уџбеника.

### Универзитети у недржавном власништву
Недавно питање које се тиче образовања у Грчкој је институционализација приватних универзитета. Према уставу само државни универзитети раде у земљи. Међутим, последњих година многи страни приватни универзитети су основали филијале у Грчкој, нудећи дипломе основних студија, стварајући тако правну контрадикцију између грчког устава и закона ЕУ који дозвољавају страним компанијама да послују било где у Унији. Поред тога, сваке године десетине хиљада грчких студената не буду примљене у државни универзитетски систем и постану „образовни имигранти“ у високошколске установе других земаља, где се преселе да студирају.
Ово је створило хронични проблем за Грчку, у смислу губитка капитала, као и људских ресурса, пошто се многи од тих студената одлучују да по завршетку студија потраже посао у земљама у којима су студирали. Карактеристично је да је Грчка 2006. године са 11,5 милиона становника била четврта у свету по извозу студената у апсолутном броју, са 60.000 студената у иностранству, док је прва земља по том питању НР Кина са преко 1,3 милијарде становника. , имала 100.000 студената у иностранству. Што се тиче броја студената у иностранству као процента опште популације, Грчка је далеко водећа земља, са 5.250 студената на милион, у поређењу са другом Малезијом са 1.780 студената на милион становника.
Наводећи ове проблеме као резултат државног монопола на високо образовање, Нова демократија (НД) се обавезала да измени устав, како би омогућила приватним универзитетима да раде у Грчкој на непрофитној основи. Овај предлог је крајем деведесетих одбацио тада владајући Панхеленски социјалистички покрет (ПАСОК) и тако није могао да добије подршку неопходну за гласање о уставном амандману из 2001. Међутим, ПАСОК је од тада променио став, а сада такође подржава уставну одредбу о стварању приватних универзитета на непрофитној основи. Овај предлог и даље наилази на жестоко противљење партија Левице и дела академске заједнице, како професора, тако и студената.
Почетком 2006. премијер Костас Караманлис најавио је иницијативу своје владе за нову измену Устава. Према његовој тврдњи, једно од главних питања овог амандмана (другог за мање од 10 година) биће стварање универзитета у "недржавном власништву".

### Илегална имиграција
Грчка има проблема са илегалном имиграцијом, посебно из или преко Турске. Грчке власти верују да 90% илегалних имиграната у ЕУ улази преко Грчке, од којих многи беже због немира и сиромаштва на Блиском истоку и у Африци.
Неколико европских судова је сматрало да Грчка не поштује минималне стандарде третмана за тражиоце азила, тако да илегални мигранти који стигну у друге земље не могу бити враћени у Грчку.
Грчка влада је предложила многа решења као што су изградња ограде на турској граници и постављање логора за заточење.

### Правосуђе
Један од главних проблема система је дуготрајан процес потребан, чак и за једноставан случај, нешто што негативно утиче на инвестиције, предузетништво, друштвене односе, корпоративно управљање и јавно управљање. Последњих година појавили су се и случајеви корупције, попут скандала организације Парадикастико.
Манипулација правосудним системом и његовим одлукама од стране сваке владе је још једна уобичајена појава која нарушава независност система.

### Затвори
У Грчкој постоје три типа затвора: општи, специјални и терапеутски затвори. Општи затвори обухватају три различита типа затвореника: тип А, тип Б и тип Ц. Специјални затвори обухватају сеоске јединице, установе за малолетнике и центре за полуслободне слободе. Један пример специјалног затвора би био пољопривредни затвор. Последњи тип је терапијски затвор, који укључује болнице и рехабилитационе центре за затворенике.
У оквиру ових центара проценат осуђеница је 5,5%, што износи око 538 осуђеница. Проценат малолетника у грчком затвору је 2,9%. Стопа попуњености затвора у Грчкој је 99 одсто, што значи да су затвори близу пуног капацитета. Уз неке изузетке, попуњеност прелази 100%, ау неким установама достиже, или премашује, 300%. Због тога грчко министарство правде и Европски савет желе да побољшају услове у затвору у Грчкој. Ова побољшања укључују обуку за чуваре, побољшање здравствених установа и бољи третман затвореника. Ова одабрана побољшања су три људска права којима би грчки поправни систем желео да се позабави.

### Медији
Грчки медији, заједно, веома су утицајна институција – обично агресивна, сензационалистичка. Као и у многим земљама, већина медија је у власништву предузећа са комерцијалним интересима у другим секторима привреде. Често постоје оптужбе да се новине, часописи и радио и телевизијски канали користе за промоцију својих комерцијалних предузећа, као и за тражење политичког утицаја.
Године 1994. основано је Министарство штампе и медија које се бави питањима медија и комуникација. ЕРТ С.А., јавно предузеће под надзором министра за штампу, управља са три национална телевизијска канала и пет националних радио канала. Министар за штампу такође служи као главни портпарол владе.
Генерални секретар за штампу и информације припрема полузванични билтен Атинске новинске агенције (АНА). Заједно са АП-ом и Ројтерсом, ово је примарни извор информација за грчку штампу. Министарство за штампу и информисање такође издаје полузванични Билтен Македонске новинске агенције (МПЕ), који се дистрибуира широм региона Балкана. За међународне вести, ЦНН има посебан утицај на грчком тржишту; главни телевизијски канали га често користе као извор. Државне и приватне телевизије такође користе Европску радиодифузну унију и Visnews као изворе. Иако мало новина и станица има дописнике из иностранства, тих неколико дописника у иностранству може бити веома утицајно.
Нови закон је 1988. године дао правни оквир за оснивање приватних радио станица, а 1989. и приватних телевизијских станица. Надзор над радиом и телевизијом, према закону, врши Национални савет за радио и телевизију. У пракси, међутим, званично издавање дозвола је одлагано годинама. Због тога је дошло до пролиферације приватних радио и телевизијских станица, као и европских сателитских канала, укључујући Euronews. Више од 1.000 радио станица је радило пре марта 2002. године, када је влада спровела планове за прерасподелу телевизијских фреквенција и издавање дозвола како је то дозвољено Законом о медијима из 1993. године, чиме је овај број ефективно смањен.

### Слобода медија
Влада је 2011. године предложила нове мере које ће ограничити слободу говора на интернету. Према неким предлозима, сваки појединац који би желео да користи бесплатне платформе, попут Blogger или WordPress.com, биће приморан да се званично региструје у судовима, јер ће због оштрих мера штедње сајтови који критикују власт и политички систем у опште су умножене.
Слобода медија нагло је еродирала у Грчкој током економске и финансијске кризе 2010–2015, прешавши са 35. места 2009. у Индексу слободе штампе Репортера без граница на 99. место 2014. године, знатно испод свих земаља Западног Балкана, као и држава са репресивним медијске политике као што су Габон, Кувајт или Либерија. Грчка је данас држава чланица ЕУ „у којој се новинарство и медији суочавају са својом најакутнијом кризом“.

### Војна служба
Девет месеци за све мушкарце од 18 година; Обавезно са новчаним казнама и затвором ако се одбије, али ни новчана казна ни затвор нису изречене од 1994. године, када је издата последња потерница против бежања. Чланови породица са троје деце служе скраћено време од шест месеци. Војна служба се такође може заменити дужом јавном службом, што би по стандардима Amnesty International, требало да се сматра казненим јер је дупло дуже од редовног служења.
Последњих година предузети су ограничени кораци да се грчка војска претвори у полупрофесионалну војску, што је довело до постепеног смањења службе са 18 на 12 на 9 месеци и укључивања већег броја професионалног војног особља у већину вертикала. од силе. Међутим, недавна дешавања у оквиру покрета против регрутације у Грчкој, као што је висока стопа смртности од самоубистава током службе и несрећа на послу, као што је инцидент у Манитси, у комбинацији са великом стопом избегавања регрутације, су изнели идеју да се обавезна регрутација укине и да се успостави професионална/све добровољачка војска.

#### Војна потрошња
Грчка усмерава приближно 1,7% свог БДП-а на војне расходе, што је седми највећи проценат у Европи. У апсолутним бројкама, грчки војни буџет је био на 28. месту у свету 2005. По истој мери, грчки војни буџет је био на 6. месту у медитеранском басену (иза Француске, Италије, Турске, Израела и Шпаније) и на 2. месту (иза Турске) у свом непосредном околина, Балкан. Куповина оружја у Грчкој је међу највећима у свету: Грчка је 2004. године била на трећем месту у свету.
Ове бројке су објашњене у светлу трке у наоружању између Грчке и Турске, а кључна питања су спор око Кипра и неслагање око суверенитета појединих острва у Егејском мору. За више информација погледајте грчко-турски односи. Насупрот томе, спољни односи Грчке, као и многе унутрашње политичке одлуке у великој мери су под утицајем куповине оружја. Познато је да су Сједињене Државе, као главни продавац оружја Грчкој, активно интервенисале у одлукама о војним трошковима које је донела грчка влада. САД су се понекад активно укључиле да помогну у избегавању кризе великих размера, као у случају кризе Имиа-Кардак.
Смањење војних издатака је дуго било питање у грчкој политици. Бивши премијер Костас Караманлис предложио је смањење војне потрошње кроз „одбрамбену еврозону“, позивајући се на европску безбедносну и одбрамбену политику. Претходна администрација ПАСОК-а је такође планирала да смањи војну потрошњу пре неуспеха да буде поново изабрана 2004. године, док политичари ПАСОК-а обично називају новац уштеђен од смањења војних трошкова „мировном дивидендом“ („μερισμα ειρηνης“) .
Неке од левичарских партија, као што су Комунистичка партија Грчке и Синасписмос, биле су гласне у осуди војних трошкова. Што се тиче куповине 30 тенкова Ф-16 и 333 Леопард 2005. године, обе странке су критиковале администрацију Нове демократије да троши новац на оружје, а да не чини ништа да растерети ниже класе и рекле да висока војна потрошња „не одговара стварним потребама земље, али се спроводи према НАТО планирању и да служи произвођачима оружја и земљама које их угошћују“.

### Односи цркве и државе
Православна црква Грчке је под заштитом државе која исплаћује плате свештенству, а православно хришћанство је по Уставу „преовлађујућа“ религија Грчке. Црква Грчке је самоуправна, али под духовним руководством васељенског патријарха у Цариграду. Слобода вероисповести је загарантована Уставом, али је „прозелитизам“ званично незаконит. Према најновијој анкети Еуростата „Еуробарометар“, 2005. године 81% грађана Грчке је одговорило да „верују да постоји Бог“, док је 16% одговорило да „верују да постоји нека врста духа или животне снаге а само 3% да „не верују да постоји Бог, дух, нити животна сила“. Тиме би Грчка постала једна од најрелигиознијих земаља у Европској унији од 25 чланица, после Малте и Кипра.
Муслиманска мањина, концентрисана у Тракији, добила је правни статус према одредбама Уговора из Лозане (1923) и једина је званично призната верска мањина у Грчкој. На неким Кикладима и Јонским острвима постоје мале римокатоличке заједнице, остаци дуге млетачке владавине над острвима. Недавни прилив (углавном илегалних) имиграната из источне Европе и трећег света има очекивано разнолик мултирелигијски профил (римокатолици, муслимани, хиндуисти итд.).
Током уставних амандмана 2001. године, предложено је потпуно одвајање цркве од државе, али су две велике странке, НД и ПАСОК, одлучиле да не отварају ову контроверзну ствар, која се сукобљава и са становништвом и са свештенством. На пример, бројни протести су се десили због уклањања уноса Верске конфесије из националне личне карте 2000. године.

## Од 2015
Више левичарска Сириза је претекла ПАСОК као главна партија левог центра. Алексис Ципрас је довео Сиризу до победе на општим изборима одржаним 25. јануара 2015. године, заостала за потпуну већину у парламенту за само два места. Сириза је добила подршку супротстављајући се политици штедње која је погађала Грке од почетка кризе грчког државног дуга. Следећег јутра Ципрас је постигао договор са партијом Независних Грка да формира коалицију и положио је заклетву као премијер Грчке. Ципрас је расписао ванредне изборе у августу 2015, дајући оставку на своју функцију, што је довело до тога да је привремена администрација која је трајала месец дана на челу са судијом Василикијем Тану-Кристофилу, првом женском премијерком у Грчкој. На општим изборима у септембру 2015. Алексис Ципрас је довео Сиризу до још једне победе, освојивши 145 од 300 места и поново формирајући коалицију са независним Грцима. Међутим, поражен је на општим изборима у јулу 2019. од Киријакоса Мицотакиса који води Нову демократију. Дана 7. јула 2019, Киријакос Мицотакис положио је заклетву као нови премијер Грчке. Он је формирао владу десног центра након убедљиве победе његове странке Нова демократија.
У марту 2020. године, грчки парламент је изабрао нестраначког кандидата, Катерина Сакеларопулу, за прву жену председника Грчке.